# Crenidorsum binkae
Crenidorsum binkae là một loài côn trùng cánh nửa trong họ Aleyrodidae, phân họ Aleyrodinae.
Crenidorsum binkae được Jesudasan & David miêu tả khoa học đầu tiên năm 1991.